# Стеценко Андрій Вікторович
Андрій Вікторович Стеценко (нар. 8 квітня 1966, Дніпропетровськ) — український бізнесмен, спортивний функціонер, генеральний директор футбольного клубу «Дніпро» (Дніпропетровськ) з 1996 року.

## Біографія
В 1988 році Андрій Стеценко закінчив Дніпровський державний університет, після чого три роки за розподілом працював на Південмаші. З 1991 по 1997 рік очолював одну з комерційних структур, які входили в «Приватбанк».
В 1996 році компанія Інтергаз припинила співпрацю з футбольною командою «Дніпро» (Дніпропетровськ), після чого більша група футболістів на чолі з тренером Берном Штанге покинула клуб. Команді вирішив допомоги Приватбанк. Коли постало питання, хто буде керувати футбольним господарством, виникла кандидатура Стеценка, якого і призначили на посаду генерального директора ФК «Дніпро».
Під управлінням Стеценка клуб побудував новий стадіон «Дніпро-Арена», команда ставала срібним (2014). та бронзовим (2001, 2004, 2015, 2016) призером чемпіонату України, двічі доходила до фіналу національного кубка (1997, 2004), а 2015 року вийшла у Фінал кубка УЄФА.
2017 року через борги команда була відправлена до Другої ліги, а 2018 року позбавили професіонального статусу. По завершенні сезону 2018/19 клуб не був заявлений у жодне змагання, тим не менш Стеценко продовжив формально залишатись генеральним директором клубу.

## Нагороди
У жовтні 2008 року Андрію Стеценко був вручений Орден За заслуги ІІІ ступеня. Президент України Віктор Ющенко врахував його заслуги при будівництві стадіону «Дніпро-Арена».